# کولوکانی
کولوکانی (به لاتین: Kolokani) یک منطقهٔ مسکونی در مالی است که در Kolokani Cercle واقع شده‌است.
 کولوکانی  ۵۷,۳۰۷ نفر جمعیت دارد.